# Liu Guoliang
Liu Guoliang (n. 10 ianuarie 1976, Xinxiang⁠(d), Republica Populară Chineză) este un jucător de tenis de masă ce a reprezentat Republica Populară Chineză, medaliat olimpic. A participat la 2 ediții ale Jocurilor Olimpice (1996, 2000) în care a câștigat două medalii de aur, o medalie de argint și o medalie de bronz.